# Зименкова, Елена Николаевна
Еле́на Никола́евна Зименко́ва ― советская российская артистка, певица, профессор кафедры музыкального искусства факультета искусств МГУ им. М.В. Ломоносова, Заслуженная артистка РСФСР (1979), Народная артистка Российской Федерации (1996), солистка Московской государственной академической филармонии.

## Биография
Родилась в 1944 году.
В 1968 году стала Лауреатом Всесоюзного конкурса вокалистов имени Михаила Глинки (Третья премия). Голос ― лирико-колоратурное сопрано.
В 1969 году начала служить в Ленинградском государственном театре оперы и балета имени Сергея Кирова (ныне Мариинский театр). В 1970 году окончила Ленинградскую государственную консерваторию имени Николая Римского-Корсакова, где занималась в классе педагога А. А. Григорьевой. 
В 1980 году переехала в Москву, где стала солисткой Большого театра, служила здесь до 1989 года. После этого перешла на работу в Московскую государственную академическую  филармонию. 
За свою творческую карьеру исполняла такие партии, как: Лючия ди Ламмермур в «Лючии ди Лам-мермур» Гаэтано Доницетти, Виолетта в «Травиате», Джильда в «Риголетто» Верди, Розина в «Севильском цирюльнике» Джоаккино Россини, Царица ночи в «Волшебной флейте» Вольфганга Амадея Моцарта, Марфа в «Царской невесте» Николая Римского-Корсакова, Мария Стюарт в опере «Мария Стюарт» Доницетти и многие другие.
В 2005 году начала работать преподавателем сольного пения кафедры музыкального искусства факультета искусств Московского государственного университета имени Михайло Ломоносова. Избрана профессором этой кафедры.
Елена Зименкова гастролировала во многих странах (Болгария, Польша, Греция, Югославия, Чехословакия, Мексика, Франция, Италия, Норвегия), как с оперными спектаклями, так и с концертными программами.
За большой вклад в развитие российского оперного искусства Елена Николаевна Зименкова была удостоена почётных званий «Заслуженная артистка РСФСР» в 1979 году и «Народная артистка Российской Федерации» в 1996 году. Награждена также Орденом Почёта в 2001 году.